# Alex van Warmerdam
Alex van Warmerdam, född 17 augusti 1952 i Haarlem, är en nederländsk regissör, skådespelare, romanförfattare och målare. Warmerdam utbildades vid Grafische School och konsthögskolan Gerrit Rietveld Academie i Amsterdam. På 1970-talet grundade han en humoristisk musik- och teatergrupp och började även regissera kortfilmer. Han långfilmsdebuterade 1986 med Abel, som visades vid filmfestivalen i Venedig, och gjorde avtryck med sin skruvade och ironiska humor. Hans andra långfilm, Lyckliga gatan från 1992, tilldelades European Film Award för Årets unga film. År 1993 grundade han produktionsbolaget Graniet Films. Warmerdam har fortsatt göra filmer och medverkat som skådespelare i de flesta av sina egna produktioner. Hans åttonde långfilm, Borgman, uttogs till huvudtävlan vid filmfestivalen i Cannes 2013.
Warmerdam har tilldelats det nederländska filmpriset Gouden Kalf för Bästa regi två gånger och Bästa manus två gånger. År 2006 orsakade han en mediastorm när han i en intervju totalsågade Paul Verhoevens film Svart bok, i samband med att Warmerdam och Verhoeven var nominerade till Gouden Kalf för Bästa regi och sågs som huvudkonkurrenter. Warmerdam sade bland annat att "Svart bok är en fittfilm av två snuskgubbar", med åsyftan på Verhoeven och manusförfattaren Gerard Soeteman.

## Filmer i urval
- De Stedeling (1984) - kortfilm
- Abel (1986)
- Lyckliga gatan (De noorderlingen) (1992)
- Klänningen (De jurk) (1996)
- Lille Tony (Kleine Teun) (1998)
- Grimm (2003)
- Ober (2006)
- De laatste dagen van Emma Blank (2009)
- Borgman (2013)